# 発達障害
発達障害（はったつしょうがい、英: Developmental disability、DD）は、身体や、学習、言語、行動の何れかにおいて不全を抱えた状態であり、その状態はヒトの発達期から現れる。
原因は先天的な脳機能の偏りであることがほとんどで、発達の偏りに伴う能力の欠落は生涯にわたって治ることはない。大抵の場合、認識がずれていて、自己管理やコミュニケーションが困難かつマニュアル通りの対応しかできず、特定の物事に対する過剰な興味関心も現れるため、社会生活に多数の困難が生じる。
文字上は「発達」の障害であるが、発達が著しい成長期までに発覚するとは限らず、グレーに近い軽度などの場合は特に、成人期以降の社会生活の中で大人の発達障害として発覚することもあるほか、発達障害より先に二次障害である精神疾患が診断されることも多い。義務教育段階の通常の学級で発達障害者は6.5%程度の在籍率といわれ、大人の発達障害に移行する場合も多いことから、様々な組織で頻繁に見られる障害であるといえる。大人の発達障害の場合、勤務成績が著しく低く成長が無いことから退職勧奨の対象になることが多く、会社を自主退職するか解雇され非正規労働者や無職などの低所得者になる可能性が高い。また、企業の競争力強化のため、採用段階でコンプライアンス違反やパフォーマンス不良などの人材リスクを排除するための適性検査が数多く考案されているが、発達障害者を発見し、採用を回避するための設問も設けられている。
専門家でない者が直感的に理解できるほど簡単な障害ではなく、法律上、発達障害者として認められるためには、医師による精密な検査と診断が必要である。

## 定義
日本の行政上の定義では、発達障害者支援法が定める「自閉症、アスペルガー症候群その他の広汎性発達障害、学習障害、注意欠陥・多動性障害その他これに類する脳機能の障害であってその症状が通常低年齢において発現するもの」とされる。定義上、背景となる障害は様々であることから、発達障害の認定は専門家でも難しい判断となる。2013年時点で小・中学生に77,882人の発達障害者が確認されており、発達障害への理解が社会で急速に進んでいることから、過去20年における統計では増加傾向にある。特に、昭和以前の時代には変わり者，とんちんかん、やんちゃ、わんぱく等と一般市民の間で曖昧に分類された人々が、医学の進歩により発達障害者として理解されるようになったことが大きい。境界知能といわれる、知的障害者と見なされないが健常者としては低水準の知能指数（IQ）しか持たない者についても、生活の質（QOL）が著しく下がっている可能性もあり、一般人への啓蒙や社会制度の隙間を埋める対策が急務となっている。
学術的な分類での発達障害は、知的障害なども含むもう少し広い分類である。そうした診断分類では『ICD-10 第5章:精神と行動の障害』では、「F80-F89 心理的発達の障害」「F90-F98 小児期および青年期に通常発症する行動および情緒の障害」、米国精神医学会による『精神障害の診断と統計マニュアル』 (DSM) では、第4版 (DSM-IV) では「通常、幼児期、小児期、または青年期に初めて診断される障害」、DSM-5では神経発達症となる。
義務教育段階の通常の学級で発達障害者は6.5%程度の在籍率という文部科学省の調査結果と、成人期に障害を持ち越す例もかなり多いことを考えると、社会の様々な組織で頻繁に見られる障害であるといえる。この障害は社会生活を著しく困難にするため、退学・退職などに繋がりやすく、ワーキングプアや引きこもりの発生にも関係している。
成年以降の発達障害を大人の発達障害と呼ぶ。不足した能力が周囲の環境にカバーされ、決まり切ったスケジュールに沿って与えられたタスクだけ行っていれば良い学生時代に目立った問題が出なくても、暗黙の前提を理解して多様なタスクを遂行する必要がある社会人生活で多数の問題が発生し、発達障害の保有が発覚することもある（詳しくは大人の発達障害を参照）。また、障害という言葉の重いイメージから、本人あるいは周囲が発達障害と認めないことも多々ある。
背景に脳機能の偏りがあり、原因も症状も個人ごとに様々であるため、単にミスが多かったり社交的でないからといって発達障害に含めることはできない。

## 原因
発達障害の原因は多岐にわたり、不明な点が多く残されている。複数の要素が関係し、遺伝的、胎児期の保健状態、出生時の環境、感染症、環境要因などが挙げられている。双子研究により、遺伝要因とそれ以外の要因の影響度を算出することが可能で、自閉症スペクトラム障害とADHDに関しては遺伝要因の影響が大きいと分かっている。
大部分の発達障害は乳児出生前に形成されるが、一部は出生後の外傷、感染症、その他の要素に起因することもある。原因は多々あるが、たとえば以下が挙げられる。原因の同定には複数の検査を組み合わせる必要があり、検査コストが高く、誤診の頻度も高くなる傾向にある。従って、専門家でない者が容易に扱えるような障害ではない。
- 遺伝子や染色体の異常 - ダウン症候群[1]、レット症候群など
- 妊娠期の物質使用（たとえばアルコール） - 胎児性アルコール・スペクトラム障害など [1]
- 妊娠期におけるある種の感染症  - サイトメガロウイルス[1]など
- 未熟児出産[1]、低体重出産[1]

## 分類
発達障害の用語は1963年にアメリカで法律用語として作られ、1970年代に日本に入ってきたとされる。
21世紀となり、精神医学で主に使われる国際的な診断分類は2種類ある。学術的分類である。
WHOによる国際疾病分類である『ICD-10 第5章:精神と行動の障害』では、以下が該当する。
- F80-F89 心理的発達の障害
- F90-F98 小児期および青年期に通常発症する行動および情緒の障害

米国精神医学会によるDSM-5では、
- 神経発達症群(Neurodevelopmental disorder)

の一部が相当する。このようにICD-10とDSM-5では分類体系が一致していない。DSM-5にはICD-11が、DSM-IVにはICD-10が対応するため、これらは対応関係にあるものではない。
DSM-IVでは「通常、幼児期、小児期、または青年期に初めて診断される障害」が同様の分類である。これらは、以降で挙げるような、広汎性発達障害、学習障害、注意欠陥多動性障害、知的障害だけでなくもう少し広く含まれている分類である。
そのほか、アメリカ疾病予防管理センターのサイトでは以下が挙げられている。
- 知的障害
  - 脆弱X症候群 (FXS) [1][26] - 染色体異常による。
  - ダウン症候群 [1] - 染色体異常による。出生前検査で確定できる。
  - 胎児性アルコール症候群 (FASD) [1] - 受精前・妊娠期の飲酒による障害。断酒により完全に予防可能である。
- 脳性麻痺 (CP) - 一種の脳損傷による[1]。

### 日本での分類
日本発達障害福祉連盟の定義では、知的障害（精神遅滞）を含み、それを中核として生涯にわたる支援が必要な状態である。東京都多摩府中保健所の文献では、これを「広義の発達障害」の定義とし、「狭義の発達障害」の定義は発達障害支援法のものとして、以下である。狭義というのは日本の行政上の定義であり、文部科学省でもこの定義である。学術的な定義とは一致していない。
狭義の発達障害
- 広汎性発達障害
- 学習障害
- 注意欠陥・多動性障害
- 協調運動の障害
- 言語の障害

広義には、知的障害、先天的な運動発達障害、てんかんが含まれる。
厚生労働省で開催された、2005年3月の第3回「発達障害者支援に係る検討会」では、定義について検討している。
日本の発達障害者支援法（2005年4月制定）によれば、第2条1項で『この法律において「発達障害」とは、自閉症、アスペルガー症候群その他の広汎性発達障害、学習障害、注意欠陥多動性障害その他これに類する脳機能の障害であってその症状が通常低年齢において発現するものとして政令で定めるものをいう』とされる。2項で発達障害者、18歳未満では発達障害児と定めている。
通知文が別途出ている。
- 「厚生労働省・文部科学省連名事務次官通知 17文科初第16号厚生労働省発障第0401008号」では、『法の対象となる障害は、脳機能の障害であってその症状が通常低年齢において発現するもののうち、ICD-10（疾病及び関連保健問題の国際統計分類）における「心理的発達の障害(F80-F89)」及び「小児＜児童＞期及び青年期に通常発症する行動及び情緒の障害(F90-F98)」に含まれる障害であること』としている。

1980年代以降、知的障害のない発達障害が社会に認知されるようになった。知的障害が含まれる発達障害は法律上は知的障害扱いであるため、単に発達障害という場合は特に知的障害のないものを指すことがある。
このうち、学習障害 (LD)、注意欠陥・多動性障害 (ADHD)、高機能広汎性発達障の3つについては、日本において「軽度発達障害」と称されてきた。この「軽度」とは「精神遅滞に該当しない」という意味だが、発達障害が軽度であると誤解を招いたため、現在では便宜的に「（軽度）発達障害」として分類することがある。なお、高機能広汎性発達障害（高機能PDD）や高機能自閉症という名称も存在するが、これらも知能が精神遅滞に該当しないという意味の「高機能」である。また、高機能自閉症の診断基準は明確ではなく、臨床においてはアスペルガー症候群と厳密に区別する必要はないとされている。
明確な判断は、精神科を標榜する精神科医の間でも大学でこの分野を学んでいないなどの理由で困難とされている。各都道府県や政令指定都市が設置する、発達相談支援施設で、生育歴などがわかる客観的な資料や、認知機能試験（IQ検査、心理検査等を含む）などを行って、複数人の相談員や心理判定員などが見立てとなる判断材料を出す形で、数少ない専門医師が判断し、どのような治療が必要か、SSTが必要かなどの材料を精神科医に提供する、というケースが多い。
環境変化に弱く、環境への適応も苦手とされる。精神保健研究所の研究員は、「極論だが、発達障害のある子供たちは『日常的に災害のような事態』を経験しているようにも思える」という表現している。

#### 軽度発達障害
2000年頃からの日本において、「軽度発達障害」という概念が、「精神遅滞」「身体障害」を伴わない発達障害として杉山登志郎により提唱された 。これは高機能広汎性発達障害（高機能PDD、アスペルガー症候群や高機能自閉症などを指す）、LD、ADHD等、知的障害を伴わない（すなわち総合的なIQが正常範囲内）疾患概念を指して使われる（ただし、ADHDについては、別途知的障害を併発するケースがある）。ここでいう「高機能」という語も、「軽度」という言葉同様、知的障害のないという意味でつかわれている。「軽度」と呼称される根拠は、「知能が比較的高い」ためである。
厚生労働省はこの用語について、「世界保健機構 (WHO) のICD-10分類に存在しない」、「アメリカ精神医学会のDSM-V]に存在しない」ことを指摘し、「誰がどのような意図で使い始めたのか分からないまま広がった用語である」として注意を促している。また、その語感から、「障害の程度が軽度である」と誤解されがちだが、上述の理由から、必ずしも障害自体が軽度とは限らない。文部科学省も2007年、「『軽度発達障害』の表記は、その意味する範囲が必ずしも明確ではないこと等の理由から、今後は原則として使用しない」と発表している。
「軽度」といわれるが、罹患者の抱える問題は決して軽くはなく、早期の理解と適切な支援が望ましいとされる。理解、発見が遅れた場合、いじめ、不登校、非行など二次的な症状を発生させることがある。

## 診断
子供が期待される発達段階に達していない場合、発達障害を疑うことができる。問診および遺伝子検査などが、鑑別疾患を除外するために行われる。
障害の程度は、発達年齢(developmental age)と実年齢との相違を基準として定量化することができる。このスコアはDQ (developmental quotient) として以下に定義される
{\displaystyle DQ={\frac {Developmental\ age}{Chronological\ age}}\times 100}
知能検査（ウェクスラー成人知能検査）で言語性IQと動作性IQの開きが激しい場合は、発達障害を疑ったり、当人へ特別な支援が必要とされている。
患者本人は少なくとも場の文脈に応じた行動を取ることが難しい。幼少期に発達障害と診断されていなくても、人間関係の中で奇異な行動が問題視され、障害の事実が炙り出される可能性が高い。成人期以降に発見される発達障害は、大人の発達障害と呼ばれ、社会問題となっている。

## 管理

### 支援
発達障害における早期発達支援のための、応用行動分析 (ABA) の手法を駆使した発達支援プログラムが、数多くのエビデンスによって有効であるとされている。また、同じく発達障害における感情調整や問題解決を支援するための、認知行動療法の手法を駆使したプログラムも、取り組みやすいとされている。オープンダイアローグによる治療の可能性が期待されている。

### 挑戦的行動
発達障害者の一部は挑戦的行動という習慣を抱えており、これは「本人または周囲の身体的安全を危険に晒したり、一般的なコミュニティ施設の利用について喫緊に制限・拒否されるほどの強度・頻度・期間がある、文化的に非常識な行動」と定義されている。
発達障害者が行う挑戦的行動の原因には、次のような多々の要素がある。
- 生物学的 - 痛み、薬、感覚刺激の欲求
- 社会的 - 退屈、社会的関係の模索、何かのコントロール必要性、コミュニティ規範についての知識欠如、スタッフやサービス係の無反応に対して
- 環境的 - ノイズや光などの身体的要因、欲するモノや活動に対してのアクセス獲得
- 心理的 - 疎外感、孤独感、切り捨て感、レッテル、ディスエンパワーメント、人々の負の期待

挑戦的行動は、多くの時間をかけて学習と報酬によって獲得されたものであり、同じ目的を達成するための新たな行動を教えれば、その行動を改善させることができる可能性は高い。発達障碍者の挑戦的行動は、多くの場合、何か他の精神的問題が原因のことがある。
一般的には、行動的介入や応用行動分析などの技法により、特定の挑戦的行動を減らすことに効果があると知られている。近年では、行動文脈分析による発達パスモデルの開発が、挑戦的行動の予防について効果があるといわれている。

## 人口

### 米国
アメリカ疾病予防管理センター(CDC)は、3-17歳児童の約17%について発達障害があり、ADHD、自閉症スペクトラム障害、脳性麻痺、難聴、知的障害、学習障害、視力障害、およびその他の発育不全などを1つ以上抱えているとしている。
たとえば難聴乳児の25%は、胎児期のサイトメガロウイルス感染によるものである。
CDCの1997–2008年の研究によれば、発達障害の有病率は13.87%、うち学習障害 7.66%、ADHD 6.69%、その他の発達不全 3.65%、自閉症 0.47%であった。

### 日本
2002年、文部科学省が小中学生を対象に調査したデータによれば、知能発達に遅れはないが、日常の学習や行動において特別な配慮が必要とされる、「発達障害などの」児童が6.3%いることが判明した。
2006年に名古屋市西部地域医療センター調査した結果によれば、当該地域に居住する6歳から8歳までの児童13558名の内、2.07%を占める281名が広汎性発達障害(PDD)の診断を受けた。その内、知能指数が71以上の「高機能自閉症」は177名であった。
2022年、文部科学省が調査したデータでは「発達障害などの」児童は10年前より上昇し8.8%となったが、これは教育現場で発達障害への認知が進んだことや、質問項目の変化によるものとされる。同年の調査では高校生の調査も行われ、学習障害、注意欠陥多動性障害、高機能自閉症約のいずれかに該当する生徒は2.2%であった。

## 社会問題
平成時代以降の急激な情報化の進展で、職場のスケジュールが過密になり、大人の発達障害が社会問題となった。発達障害者は概ね、仕事に対する視野の狭さから、自ら問題を設定して解決することが難しいため、詳細な指示がない限り、正しく作業を行うことができない。そうした特性が、情報化による多様化の時代にあって柔軟性の欠如として問題視された。特に発達障害者は下記3つの変化に対応できず、ローパフォーマー社員と化しており、法律上の解雇規制が強く働く日本企業においては発達障害に気付かず採用してしまった人材への対応に苦慮している。
- 職場の効率向上のための高度なシステム化

- 多数のタスクを掛け持ちすることによる自己管理のシビア化

- 他者連携の増加

思想的には、能力の違いに応じて生じる不平等が正当だと考えるメリトクラシーの定着があり、発達障害者がメリトクラシーの脱落者となっていると言える。

### 発達障害者の社会生活
発達障害者は基本的に鈍臭く、段取りが組めないため、集団内で不和を生み、嫌われ者として排除されることがほとんどである。
大抵の場合、発達障害者自身の管理能力や他者への想像力が無く、コミュニケーションパターンも稚拙であるため、社会生活で問題を抱えることになる。また、特定の物事については特段に（社会的に容認し難いほど）拘りが強い場合があり、客観的には能力の偏りとも捉えられる。
例外的に、自身の特性を活かして成功を収めている（ADHD特有の幅広い行動を活かして起業家になるなど）発達障害者も居るが、一般的な発達障害者の末路は暗い。理由としては、軽度発達障害者は親を始め周りからも一般的な発達障害者よりも遥かに理解されないまたは理解されにくく、軽度だからと普通を求められたり、中途半端に健常者扱いされることや、他の発達障害者でも協調性に欠けていることが多く、社会的孤立について高いリスクを負っているためである。通常、発達障害者は文脈の理解が苦手で、悪気なく自己中心的な行動を行うため、周囲との協調が取れず社会生活に困難を来たすことが多い。あるいは、周囲に対して挑戦的な態度を取り、信頼関係を破壊してしまう。また、会話も単発の受け答えで終わることが多く、雑談を継続できないため、仕事以外での人間関係の維持も困難である。周囲からの指摘を繰り返し受けても、発達障害者は何が問題であるか理解できず、行動を改善しないため、周囲は発達障害者に対する評価を大幅に下げ、徐々に関わりを持たなくなって行く。周囲との協調が行えないことから、発達障害者は学生時代のうちに誰からも嫌われて不登校になるか、そうでなくても、社会人になった途端に認識の漏れや誤った解釈が多いという点で問題社員として扱われ始め、一切の信用を失った上で左遷や解雇などで職場を追われることが多い。
しかし、発達障害者は(軽度発達障害の親も)自身や我が子の障害を認めない傾向が強く、障害の事実を隠蔽したり、転職を余儀なく行う場合でも似たような職業を選択する傾向にあるほか、親が子供は発達障害ではないと否定したことで周りを振り回すことも増えている。また、周囲に発達障害の事実を伝えたとしても「普通にあること」や「甘え」として処理されたり、社会生活において何度も挫折することで引きこもりに至ることもあるほか、無理解親や学校・社会などの精神的負担及びストレスで二次障害を抱える人もかなり多くなっている。特に軽度発達の人はより無理解や精神的負担が大きいために二次障害を起こしやすい。
大まかな職業適性として、情報システム開発などのモノ作りの技術には非常に優れる場合が多い（ただし、コーディングのような下流工程のみ）が、関係者を纏めて牽引するリーダーには不適であり、管理職試験にも合格しないことが多いと報告されている。従って、勤続年数が増えても出世や結婚で同期に遅れを取り、収入の増え幅も少なく、生活水準も中々上がらない。

## 日本における福祉

### 精神障害者保健福祉手帳
文部科学省側では、「厚生労働省では従来より発達障害は精神保健及び精神障害者福祉に関する法律（精神保健福祉法）に規定された精神障害者向けの障害者手帳、精神障害者保健福祉手帳の対象として明記していないが、発達障害は精神障害の範疇として扱っている」としている。
厚生労働省側の通知、「精神障害者保健福祉手帳の障害等級の判定基準について」平成18年9月29日改定の「精神障害者保健福祉手帳障害等級判定基準の説明」によると、その他の精神疾患として「心理的発達の障害」、「小児（児童）期および青年期に生じる行動および情緒の障害」（ICD-10による）と明記し、発達障害の各疾患を対象にしている。同省の通知では申請用診断書にICD-10カテゴリーF80-F89、F90-F98の記入が可能ではある。
一方、書籍によっては二次障害がなければ取得できないとしているものもある。各自治体によって精神障害者保健福祉手帳の認定基準が異なるためでもある。

### 療育手帳
知的障害者向けの障害者手帳の療育手帳取得の適法化を求める声も多いとされているが、療育手帳自体が根拠となる法律がなく、1973年に厚生省（現・厚生労働省）が出した通知「療育手帳制度について」や「療育手帳制度の実施について」を参考に都道府県や政令指定都市の独自の事業として交付されているため、地域によっては取得できるところもある。
同省が出した各通知は1999年に地方自治法（施行は2000年4月）の改正で、国が通知や通達を使って地方自治体の事務に関与することができなくなった（機関委任事務の廃止）影響ですでに効力は失っている。

### 発達障害者支援法
同法（平成16年12月10日法律第167号）では、知的障害者以外の発達障害者だけを支援対象として規定している。

### 障害者総合支援法
以前から条文に明記はしていないものの対象である。ただし、2009年7月24日時点では市町村における運用が徹底されていないとの意見がある。よって2010年12月3日、障がい者制度改革推進本部等における検討を踏まえて「障害保健福祉施策を見直すまでの間において障害者等の地域生活を支援するための関係法律の整備に関する法律（通称、障害者自立支援法改正案）」を成立させ、障害者自立支援法を改正、発達障害を明記させた。

### 障害年金
症状によって生活や仕事の制限を受けるような場合、障害年金の支給対象となる場合がある。

### 関連団体
発達障害児または者の親らで作る相互扶助等を目的として組織された団体があり、一般に「親の会」と名乗っているほか、自閉症関連団体としては社団法人日本自閉症協会がある。発達障害関係の団体が加盟する組織としては日本発達障害ネットワークがある。

## 歴史
関連する知的障害に関することも記述する。
- 1933年、アメリカの精神科医ハリー・スタック・サリヴァンが知的能力の低下を伴わない、乳児期より持続する対人機能障害について「精神病質の幼児psychopathic child」を初めて記載する。
- 1943年、アメリカの精神科医レオ・カナー (Leo Kanner) が「自閉的な早期幼児」を報告する。
- 1952年、優生保護法改正で精神薄弱も断種対象とされる
- 1959年、パサマニック (Pasamanick) らによってのちにADHDとよばれるものに対して微細脳障害 (MBD) との用語を導入。
- 1960年、精神薄弱者福祉法施行
- 1966年、オーストリアの小児科医アンドレアス・レット（英語版） (Andreas Rett) によってレット症候群が報告される
- 1973年、厚生省の通知により療育手帳が創設される(知的障害者）
- 1987年、身体障害者雇用促進法が障害者の雇用の促進等に関する法律に改められ、知的障害者が適用対象になる
  - 微細脳障害が注意欠陥多動性障害に改められる。微細脳障害の項を参照
- 1989年、社団法人日本自閉症協会設立
- 1995年、精神保健及び精神障害者福祉に関する法律施行。精神障害者保健福祉手帳の制度制定
- 1996年、優生保護法が母体保護法に変わり、強制断種等に係る条文が削除される
- 1999年、精神薄弱の用語の整理のための関係法律の一部を改正する法律により精神薄弱者福祉法が知的障害者福祉法に名称変更される
- 2000年、豊川市主婦殺人事件。自閉症がこの事件の直接の要因ではないが、文部省（当時）に広い範囲における高機能自閉症児に対する早期の教育支援が必要であることを認識させた。
- 2003年、長崎男児誘拐殺人事件。専門家による啓発書の出版などを通じて社会的な関心が広まった。
- 2005年、発達障害者支援法施行
  - 心神喪失等の状態で重大な他害行為を行った者の医療及び観察等に関する法律（医療観察法）施行
- 2006年、障害者自立支援法施行
- 2010年、総務省行政評価局が、厚生労働省に対し「療育手帳を交付する都道府県等の取組がまちまちとなっていることについて改善を図るべき」などの通知をする[60]。
  - 障がい者制度改革推進本部等における検討を踏まえて障害保健福祉施策を見直すまでの間において障害者等の地域生活を支援するための関係法律の整備に関する法律（通称、障害者自立支援法改正案）が成立。発達障害も対象と明記する[59]
  - 2013年5月、DSM-5としてアメリカの診断基準が改訂され、各障害の名称やカテゴリーの変更。（日本語版2014年6月[61])